# 장세희 (치어리더)
장세희(1993년 6월 17일 ~)는 대한민국의 前 치어리더, 필라테스 강사이다.

## 상세
귀여운 외모와 늘씬한 몸매로 인기몰이를 한 장세희는 2017년에 야구장으로 건너왔다.
2017년 LG 트윈스 치어리더 군단에 합류하며 처음으로 야구 치어리딩에 도전했는데 지난 2016-2017 시즌 겨울 잠실의 아이돌이라고 불리는 서울 SK 나이츠의 치어리더로 활동하며 이름을 알렸다.
그러나 LG는 평균자책점 1위찍고 포스트시즌 진출 실패, 옆집 라이벌에게 1승 15패로 대차게 깨지며 화끈한 DTD와 같은 기행을 선보이며 이분을 극한직업 종사자로 만들었다. 다행히 2019년에 4위로 가을야구에 가며 가을야구를 경험했으니 다행이다.
2020년 LG는 2위를 기록하고 있었다. 물론 재작년에 이러다가 8위까지 프리덤 다이브를 시전했으므로 이번엔 그때와는 다르기를 바랬으나 결국 정규시즌 최종 2연전을 모두 패하며 2위에서 4위가 되는 DTD로 시즌을 마무리. 와일드카드를 연장 13회까지 가는 끝에 간신히 승리했으나 준플레이오프에서 두산에게 2승을 순식간에 헌납하며 광탈하고 말았다.
2020년에 윤소은, 남궁혜미 치어리더와 함께 LG를 떠난다고 한다. 치어리더 활동을 은퇴하는 것이라고 한다.

## 은퇴
치어리더 직을 그만두고 나서는 2021년 이후 필라테스 강사를 하고 있다.
정다혜, 차영현이랑 꾸준히 만나고 있는걸로 알려져 있으며, 전 멤버였던 강민영이랑도 꾸준히 만나는 듯 하다.
2022년에는 잔망루피 재계약을 위한 에이전트로 엘튜브에 깜짝 등장했다.
치어리더 재계약을 받았지만 LG 트윈스에서 다른팀 이적은 하고싶지않아 거절했다고 한다.